# 1612 год в России
Правление: 1610—1613 — Семибоярщина

## События
- 1598—1613 — Смутное время[1].
- 1610—1612 — закончилась польско-литовская оккупация Москвы[2].
- 1610—1617 — Русско—шведская война[3].
- 1610—1613 — Семибоярщина[4].
- 1611—1612 — Второе народное ополчение[4].
- Январь — в Псков были отправлены послы Бегичев К.Д. и Лопухин Н.В., которые должны были разоблачить Лжедмитрия III, но вместо разоблачения признали в нём "царя Дмитрия Ивановича" (то есть Лжедмитрия I)[5]. 
  - 22 марта (1 апреля) — весть о случившимся в Пскове спровоцировало мятеж в таборах Первого ополчения под Москвой. Было организовано крестное целование Лжедмитрию III. Руководителей Первого ополчения Трубецкого Дмитрия Тимофеевича и Заруцкого Ивана Мартыновича силой заставили присягнуть самозванцу[5].
  - Апрель — в Псков было отправлено новое посольство с бывшим фаворитом Лжедмитрия II Плещеевым-Глазуновым И.В, который вновь признал в нём "царя Дмитрия Ивановича", но тут же тайно подготовил его низложение и арест[5].
  - Конец мая — псковичи разочарованные в Лжедмитрии III, который не был в состоянии защитить город от шведов и начавшимися грабежами его воинами, организовали заговор и ночью пытались захватить его, но самозванцу предупреждённым псковским воеводой Хованским Иваном Фёдоровичем удалось бежать в Гдов[5].
  - Плещееву-Глазунову И.В., удалось уговорить Хованского И.Ф. выдать самозванца, которого отвёз в таборы ополчения под Москву, где он был заключён в тюрьму. Повод для конфликта между Первым и Вторым ополчениями был устранён, что создало условия для объединения их сил[5].
- Март — Второе народное ополчение выдвинулось из Нижнего Новгорода в Ярославль[6].
- Сентября 1611—май 1612 — осада Орешка[7]. Шведско-новгородские войска заняли Орешек[8].
- Апрель—июль — Земский собор («Совет всей земли») заседал в Ярославле и был верховным органом государственной власти (законодательной и исполнительной), решая вопросы внутренней и внешней политики и ведя переговоры об избрании царём шведского принца Карла-Филиппа (с послами из Новгорода) и брата императора Фердинанда II (с австрийскими послами)[6].
  - Грамотин Иван Тарасьевич, по поручению Сигизмунда III, безуспешно пытается склонить Собор к избранию Владислава IV на русский престол[9].
  - 1612—1614 — Грамотин И.Т. вновь на службе Сигизмунда III в Речи Посполитой (возможно являлся её посланником в Русском государстве)[9].
- Лето—осень — голод в Москве и многочисленные случаи людоедства[10].
- Июнь — шведско-новгородский войска заняли Копорье[8].
- Июнь—июль — шведско-новгородские войска заняли Ям (сов. Кингисепп)[8].
- 29 июля — Второе народное ополчение под командованием Дмитрия Пожарского и Кузьмы Минина выступило из Ярославля на Москву[6].
- Июль — шведско-новгородские войска заняли Гдов[8].
- 12 августа ( в других источниках 21 (31) августа) — Второе народное ополчение нанесло поражение литовско-польскому войску гетмана Яна Ходкевича у Новодевичьего монастыря[6][11].
- 14 августа — повторный разгром Вторым народным ополчением войска гетмана Ходкевича в битве у Поклонной горы[6].
- Август — Д.М. Пожарский, подойдя с войском к Москве, отказался от предложения Д.Т. Трубецкого расположиться в его лагере близ Крымского двора (сов. р-н ул. Крымский Вал), приказал соорудить между Арбатскими и Чертольскими воротами Белого города (сов. площади Арбатские ворота и Пречистенские ворота) укрепления для отпора войскам гетмана Я.К. Ходкевича, приближавшемуся к столицу с обозами продовольствия для польского гарнизона[12].
- 1—3 сентября — безуспешная попытка гетмана Ходкевича прийти с обозом продовольствия на помощь польско-литовскому гарнизону, державшему оборону в Кремле[12].
- 24 августа (3 сентября) — в ходе сражения с Ходкевичем ранен Д.М. Пожарский, который накануне одобрил план Кузьмы Минина о внезапном ударе во фланг польско-литовским войскам[12].
- 22—25 сентября — разорение Вологды. Город подвергся штурму и разграблению, совершёнными польско-литовскими отрядами войска гетмана Яна Кароля Ходкевича[13].
- Сентябрь—октябрь — достигнуто соглашение с Д.Т. Трубецким об объединении сил по освобождению Москвы[12].
- Осень — в Лебедяне размещён военный гарнизон и начато строительство крепости (см. 1618 год)[14].
- 24—26 октября — Второе народное ополчение и казаки князя Дмитрия Трубецкого штурмуют Кремль и Китай-город; польско-литовские интервенты, засевшие в Кремле, капитулируют[6]. В современной России дата взятия Китай-города отмечается как день народного единства (по новому стилю 4 ноября).
- Д.М. Пожарский, после капитуляции поляков, спас членов Семибоярщины и их семьи, в том числе и Романовых, от грабежа и расправы казаков[12].
- Декабрь — неудачная осада Волоколамска близ Москвы польскими войсками короля Сигизмунда III.
- Декабрь — шведско-новгородские войска заняли Ивангород[8].
- Декабрь — Каргопольский острог выдержал несколько штурмов польско-литовский войск, при этом был сожжён посад города[15].
- Белгородская крепость была захвачена и сожжена отрядом полтавских черкасов (казаков) под командованием князя С.И. Лыко, пришедшего из Речи Посполитой[16].
- Осада Курска. Курск выдержал осаду польско-литовских интервентов[17].
- Отряды крымских татар, которые "жили без выезду" в пределах Русского государства с 1611 года, были вынуждены уйти в связи с борьбой Османской империи и Речи Посполитой за сюзеренитет над Молдавским княжеством[18].
- 1610—1615 — А.И. Лисовский собрал солдат из Речи Посполитой, татар и присоединившимися к нему англичан и ирландцев из шведского войска, встал лагерем в псковском пригороде Заволочье, где грабили и убивали население окрестностей Пскова и Новгорода[19].
- Вновь захвачен и разорён г. Кашин (см. 1609 год)[20].
- Польско-литовскими отрядами разорён г. Юрьев-Польский[21].
- Михайлов разорён отрядами И.М. Заруцкого[22].
- Сожжена Вологда (см. 1631 год)[23].
- 1611—1612 — фактический правитель Казани дьяк Шульгин Никанор Михайлович выступал за образование самостоятельного Казанского государства[24].
- Колтовская Анна Алексеевна, четвёртая жена Ивана Грозного (с 1572 года), по разорении Тихвинского Введенского монастыря, где она была с 1598 года, переселена на житьё в Устюжну-Железнопольскую (см. 1586, 1598, 1604, 1614 года)[25].

## Руководители приказов
| Года      | Приказ            | Ф,И,О главы               | Примечания             |
| --------- | ----------------- | ------------------------- | ---------------------- |
| 1610-1612 | Посольский приказ | Грамотин Иван Тарасьевич  |                        |
| 1610-1612 | Поместный приказ  | Грамотин Иван Тарасьевич  |                        |
| С ноября  | Посольский приказ | Третьяков Пётр Алексеевич | Земского правительства |

## Воеводы[27]
| Года           | Город   | Ф,И,О воеводы             | Примечания |
| -------------- | ------- | ------------------------- | ---------- |
| Январь-февраль | Арзамас | Путятин Иван              |            |
| 1610-1614      | Берёзов | Волынский Степан Иванович |            |

## Правление
См. также: Список глав государств в 1612 году

## Родились
- Байков, Фёдор Исакович (ок. 1612—1663/1664) — государственный деятель, русский посланник в Китае (1654—1656).

## Умерли
- Трифон Вятский (Вятский Чудотворец) — архимандрит, основатель и настоятель Вятского Успенского Трифонова монастыря в Хлынове (ныне Киров); причислен к лику святых.
- Гермоген (Патриарх Московский) (ок. 1530 — 17 (27) февраля 1612) — второй (фактически третий, считая Игнатия) Патриарх Московский и всея Руси (1606—1612, в заточении с 1 мая 1611), известный церковный деятель Смутного времени; умер в заточении от голода; причислен к лику святых[28].
- Головин, Василий Петрович (ум. 12 января 1612) — военный и государственный деятель, стольник (1577), воевода, казначей (1605), окольничий (1605/1606), боярин (1608/1609).
- Головин, Иван Петрович Большой (ум. 9 сентября 1612) — государственный и военный деятель, стряпчий с платьем, затем окольничий и воевода.
- Долгоруков-Роща, Григорий Борисович (ум. 22 сентября 1612) — военный и государственный деятель, дворянин московский, воевода и окольничий; убит в Вологде запорожцами польского воеводы Яна-Кароля Ходкевича.
- Иосиф Заоникиевский (в миру Иларион; ок. 1530 — 21 сентября 1612) — преподобный заоникиевский.
- Лжедмитрий III («псковский вор»; настоящее имя Сидо́рка (Иси́дор), по одному псковскому сказанию, также Матю́шка (Матве́й); ум. июль 1612) — самозванец и авантюрист, выдававший себя за царя Дмитрия Ивановича.
- Нагой, Михаил Фёдорович — боярин и воевода.
- Репнин, Александр Андреевич (ум. 3 января 1612) — военный и государственный деятель, дворянин, стольник и полковой воевода.
- София Слуцкая (1 мая 1585 — 19 марта 1612) — последняя княгиня города Слуцка; святая белорусской православной церкви; скончалась при родах.
- Сукин, Василий Борисович (ок. 1550—1612) — думный дворянин, третий сибирский воевода, основатель Тюмени.
- Телятевский, Андрей Андреевич (князь Хрипун) — боярин, государственный и военный деятель Смутного времени.
- Трубецкой, Андрей Васильевич — боярин и воевода, последний представитель старшей ветви рода князей Трубецких.
- 17 сентября — Шуйский, Дмитрий Иванович (ок. 1560—1612), военный деятель Смутного времени; после воцарения старшего брата Василия IV (1606) считался наследником престола, но после падения Василия IV поляки вывезли всех потомков Шуйских в Польшу, и Дмитрий умер в плену за несколько дней до смерти брата Василия[29].
- Василий Шуйский (1552 — 12 (22) сентября 1612) — последний из Рюриковичей на русском престоле, русский царь c 1606 по 1610 годы (Васи́лий IV Иоа́ннович); после низложения жил и умер в плену у поляков в Гостынском замке[30].
- 15 ноября — Екатерина Григорьевна, младшая дочь Григория Лукьяновича Скуратова-Бельского, жена Д.И. Шуйского[29].